# Andrea Arru
Andrea Arru est un acteur et mannequin italien né le 18 août 2007 à Ozieri.
Il a remporté le prix du jeune acteur au Festival du cinéma de Maratea en 2022  et le prix spécial au Festival Rec de Rimini en 2023 pour avoir représenté avec passion et détermination l'univers des jeunes .

## Biographie
Il a commencé sa carrière en 2014 en tant que mannequin, défilant pour Il Gufo à Pitti Immagine Bimbo, et en 2015 pour Armani Junior . En 2020, il a fait ses débuts au cinéma dans le rôle principal du film "Glassboy" de Samuele Rossi, où il a joué Pino Gambassi, surnommé le "bambino di vetro". La même année, il a également joué dans le film Calibro 9 de Toni D'Angelo. En 2021, il a interprété Michele Straziota en tant qu'adolescent dans la série Storia di una famiglia perbene diffusée sur Canale 5 et est apparu dans un épisode de la série télévisée canadienne That Dirty Black Bag.
Depuis 2022, il incarne le protagoniste Pietro Maggi dans la série Netflix Ag3nda.
En 2023, il incarne le jeune Diabolik dans le film Diabolik - Chi sei? réalisé par les frères Manetti.

## Filmographie

### Cinéma
- Glassboy, réalisé par Samuele Rossi (2020)[6]
- Calibro 9, réalisé par Toni D'Angelo (2020)
- Diabolik - Chi sei?, réalisé par les frères Manetti (2023)
- Eravamo bambini, réalisé par Marco Martani (2023)

### Télévision
- Buongiorno, mamma! – série TV (2020)
- Storia di una famiglia perbene – série TV, réalisée par Stefano Reali (2021)
- That Dirty Black Bag – série TV, épisode 1x8 (2022)
- Ag3nda – série TV, 22 épisodes (2022-en cours)[6]